# 홍재근
홍재근(洪在根, 1928년 12월 10일 ~ 1950년 9월 29일)은 대한민국의 군인이다. 1950년 5월 대한민국 국군에 입대하여 한국 전쟁에 참전하였으며 같은 해 9월 전사하였다. 일병 김용식과 더불어 대한민국 국군 창설 이래 병사로서 최초로 태극무공훈장을 받은 인물이다.

## 생애
1928년 12월 10일 경상북도 대구부 비산동에서 출생하였다. 중학교를 졸업하였다. 6·25전쟁 발발 직전인 1950년 5월 자원입대했다. 당시 급박한 전선 사정으로 인해 제대로 된 훈련과정도 거치지 못하고 입대한 지 1개월 만에 제주도 신병훈련소를 나와 이등병 신분으로 제2사단 17연대 3대대에 배속돼 9중대 3소대의 소총수로 낙동강 방어선 전장의 최일선에 투입됐다.
조선인민군은 1950년 8월 15일까지 부산 점령을 목표로 했다. 그래서 8월 한 달간 총공세를 펼쳤으나 낙동강 교두보 확보에 실패함으로써 당초 목표에 큰 차질을 가져왔다. 기계지역 탈환을 위한 조선인민군 제12사단은 국군 수도사단의 총공격으로 막대한 손실을 입은 채 비학산으로 철수했다.
1950년 8월, 조선인민군은 경주군 안강읍 기계면 인근 비학산에서 정예부대인 제12사단과 766유격부대를 재편성한 후 새로운 공격 작전을 준비하고 있었다. 당시 수도사단은 제18연대를 투입해 여러 차례 군사적 요충지인 비학산을 빼앗기 위해 시도했으나 매번 실패해 결국 공격 작전권은 홍재근 이병이 속한 제17연대로 넘어왔다. 17연대는 비학산 점령을 위해 먼저 야간기습으로 아군에게 많은 피해를 주던 조선인민군 766유격부대를 습격하기로 결정하고 임무를 수행할 특공대를 선발하였다. 홍재근 이병은 훈련소 동기인 김용식(金龍植) 이병과 함께 제일 먼저 지원하여, 돌격작전의 첨병을 맡았다. 첫 작전에 투입된 홍재근 이병과 김용식 이병은 대열의 선봉에서 은밀하게 적진에 침투해 적 경계병을 처치했다. 그리고 다른 특공대원들과 함께 적 은거지를 기습 공격해 치명적인 타격을 입혔다. 766유격부대 은거지는 결국 초토화되어 제12사단에 흡수돼 사라졌다.
1950년 8월 24일 펼쳐진 비학산 쟁탈전에서도 이들은 또다시 공격대열의 선봉에 섰다. 김 이등병은 군관을 덮치며 허벅지를 찌르고, 홍재근 이등병은 경기관총 사수와 부사수의 옆구리를 찌르는 등 분전을 펼쳐 15명의 적을 사살하거나 생포하는 전과를 거뒀다. 비학산 전투 이후 홍재근 이등병은 자교리 전투에서 조선인민군과 백병전을 전개해 5명을 처치했으나 결국 중과부적으로 적의 대검에 무수히 찔린 채 전사했다.

## 상훈과 추모
대한민국 정부는 홍재근 이등병의 희생정신과 감투 정신을 높이 평가해 1951년 7월 26일 군인 최고의 영예인 태극무공훈장(훈기번호-제11호)과 일 계급 특진을 추서했다. 국립서울현충원에 위패로 봉안되어있다.